# Zespół Mirizziego

Klasyfikacja Csendesa zespołu Mirizziego

Zespół Mirizziego (ang. Mirizzi′s syndrome) – rzadki zespół chorobowy powodujący żółtaczkę cholestatyczną. Żółtaczka w zespole Mirizziego pojawia się jako powikłanie przewlekłej kamicy pęcherzyka żółciowego. Kamienie żółciowe zalegające w szyjce pęcherzyka lub wewnątrz przewodu pęcherzykowego uciskają przewód wątrobowy wspólny, prowadząc do jego przewlekłego zapalenia i wtórnego zwężenia światła. Rezultatem jest zastój żółci. Zespół opisał Pablo L. Mirizzi w 1948 roku.

## Epidemiologia
Zespół Mirizziego występuje u około 0,7–1,4% wszystkich pacjentów poddawanych cholecystektomii i u 0,1% pacjentów z kamicą żółciową. Jednakowo często występuje u mężczyzn i u kobiet, częściej w starszych grupach wiekowych.

## Patofizjologia
Liczne i duże kamienie żółciowe mogą gromadzić się w zatoce Hartmanna pęcherzyka żółciowego, w szyjce pęcherzyka lub w miejscu jego połączenia z przewodem wątrobowym wspólnym (CHD), skutkując zapaleniem, martwicą, bliznowaceniem i ostatecznie utworzeniem przetoki do przylegającego w tym miejscu przewodu żółciowego wspólnego (CBD). W rezultacie CBD może ulec zamknięciu przez ucisk, zaciągającą go bliznę lub przez kamień w świetle, co powoduje cholestazę i żółtaczkę.

## Klasyfikacja
Wyróżniono cztery typy zespołu Mirizziego (klasyfikacja Csendesa.) W typie I nie dochodzi do utworzenia przetoki; w typach II-IV przetoka ma różną średnicę: <33% szerokości CBD w typie II, 33–66% szerokości CBD w typie III i ponad 66% szerokości CBD w typie IV.

## Leczenie
Leczeniem z wyboru jest cholecystektomia oraz rekonstrukcja przewodów wątrobowego wspólnego i żółciowego wspólnego.